# 中村幸一
中村 幸一（なかむら こういち、1963年- ）は、日本の比較言語学者、歌人、随筆家。明治大学教授。専門は印欧語の形態論、英語史。

## 人物・来歴
東京都生まれ。上智大学外国語学部英語学科（言語学副専攻）卒業。東京大学大学院人文科学研究科英語英文学専攻博士課程単位習得退学。1996年明治大学政治経済学部専任講師、助教授をへて2005年教授、現在に至る。
歌人としては加藤克巳に師事し、歌誌「個性」「熾」に所属して編集委員も務めた。

## 著書
- 歌集『円舞曲』砂子屋書房, 1998
- 『ありふれた教授の毎日』作品社, 2017
- 『言葉の森から出られない 言語学のよろこび』明治大学出版会, 2020.4